# 가라후토청
가라후토청(일본어: 樺太庁 からふとちょう[*], 신자체: 樺太廳 가라후토초[*], 러시아어: Префектура Карафуто Prefektura Karafuto[*])은 1907년부터 1949년까지 사할린 남부를 관할하던 일본의 도도부현이었다. 일반적으로 남사할린으로도 알려져 있다.
1905년 포츠머스 조약으로 북위 50도 이남의 사할린 지역이 러시아 제국으로부터 할양되면서 일본 제국의 영토가 되었다. 가라후토는 1907년 일본 제국의 영토로 승격되기 전까지 일본 본토로 승격되었다. 1943년 일본 내지에 편입되었다. 코르사코프는 1905년부터 1908년까지 가라후토의 수도였다. 도요하라(1908년 ~ 1945년 8월)는 제2차 세계 대전 이후 소련의 남사할린 침공으로 일본 정부의 기능이 정지된 시기이다. 가라후토청은 사실상 사할린주로 대체되었지만, 1949년 6월 1일에 공식적으로 폐지될 때까지 일본의 헌법에 따라 존재했다.

## 역사

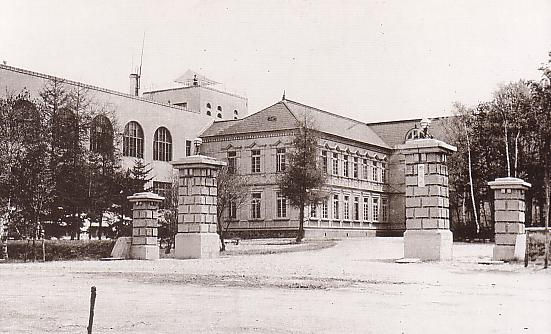
가라후토청사

- 1905년 9월 5일: 일본 제국, "가라후토 민정서(樺太民政署)"를 설치.
- 1907년 3월 15일: 「가라후토 민정서」, "가라후토청(樺太庁)"에 개편.
- 1915년 6월 26일, 칙령 제 101호에 의해 17군 4정 58 마을이 설치된다.
- 1918년, 니코 사건에 의해 북부도 점령했지만, 1925년에 철병한다.
- 1920년 5월 3일 외지에 집어 넣을 수 있다.
- 1929년 6월 10일 척무성이 발족하면서 가라후토 현이 편입된다.
- 1929년 3월 26일 가라후토 정촌제가 공시되어 도시와 시골에 자치제가 시행되었다.
- 1934년 12월, 홋카이도 사루후츠 정과의 사이에 해저 케이블 및 중계소 설치 완료, 전화가 혼슈와 개통.
- 1942년 11월 1일, 척무성이 타부처와 함께 일원화되어 대동아성이 되어, 가라후토청은 내무성하에 편입.
- 1943년 3월 26일, 남사할린섬이 내지에 편입된다.
- 1945년 8월 8일, 소비에트 연방은 소련-일본 불가침 조약을 일방적으로 파기하고 일본과 전쟁을 시작했다. 소련군은 8월 28일에는 가라후토 전체를 점령했다.
- 1951년 9월 8일, 샌프란시스코 강화 조약 체결에 의해, 일본은 남사할린의 영유권을 포기했고 가라후토 전체가 소련의 영토가 되었다.

### 사할린 한인
소련의 남사할린 점령 이후에도 가라후토 섬(사할린 섬)에 살고 있던 한국인 상당수가 섬에 남았으며 현재도 이들과 그 후손 3만여 명이 거주하고 있다. 이들은 대부분 1930년대 말기부터 1940년대 전쟁 말기까지 일본 제국에 의해 부족한 광산 노동을 하기 위해 징용되었던 노동자들이다. 약 15만 명이 이 지역으로 끌려왔으며 생존자들은 제2차 세계 대전에서 일본이 패망한 후에도 소비에트 연방에 의해 한국으로 돌아오지 못했다. 소련 멸망 이후 일부가 대한민국으로 귀국하기 시작했다.

## 역대 가라후토청장관
- 민정장관: 구마가이 기치로 (1905년 7월 28일 ~ 1907년 3월 31일)
- 제1대: 구스노세 유키히코 (1907년 4월 1일 ~ 1908년 4월 24일)
- 제2대: 도코나미 다케지로 (1908년 4월 24일 ~ 1908년 6월 12일)
- 제3대: 히라오카 사다타로 (1908년 6월 12일 ~ 1914년 6월 5일)
- 제4대: 오카다 분지 (1914년 6월 5일 ~ 1916년 10월 9일)
- 제5대: 사카야 아키라 (1916년 10월 13일 ~ 1919년 4월 17일)
- 제6대: 나가이 긴지로 (1919년 4월 17일 ~ 1924년 6월 11일)
- 제7대: 사카야 아키라 (1924년 6월 11일 ~ 1926년 8월 5일)
- 제8대: 도요타 가쓰조 (1926년 8월 5일 ~ 1927년 7월 27일)
- 제9대: 기타 고지 (1927년 7월 27일 ~ 1929년 7월 9일)
- 제10대: 아가타 시노부 (1929년 7월 9일 ~ 1931년 12월 17일)
- 제11대: 기시모토 마사오 (1931년 12월 17일 ~ 1932년 7월 5일)
- 제12대: 이마무라 다케시 (1932년 7월 5일 ~ 1938년 5월 7일)
- 제13대: 무네스에 슌이치 (1938년 5월 7일 ~ 1940년 4월 9일)
- 제14대: 오가와 마사노리 (1940년 4월 9일 ~ 1943년 7월 1일)
- 제15대: 오쓰 도시오 (1943년 7월 1일 ~ 1947년 11월 17일)

## 지리
남쪽의 홋카이도와는 라페루즈 해협으로 떨어져 있었다. 북쪽은 북위 50도선에서 소비에트 연방과 접하고 있었으며, 서쪽은 동해, 동쪽은 오호츠크해에 둘러싸여 있다.

## 산업
제1차 산업이 기반이며, 어업·임업·농업이 주를 이루었다. 또한 제지업·탄광도 번성하여서 1930년대 말부터 노동력 확보를 위해 한국에서 강제로 한국인을 징용하였었고 세법을 우대하였으며 혼슈로부터의 이주를 추진했다.

## 지역
가라후토청에는 42개의 시정촌(1시 12정 29촌(무라)), 10의군이 있었다.

### 가라후토의 행정 구역(1929년7월 1일-1945년8월)
가라후토청은 아래와 같이 구분되었다. 지청은 가라후토청의 독립 파견 기관으로, 관내에 있어서는 본청의 사무를 담당하고 있었다.
- 도요하라 지청
  - 도요하라시
  - 도요사카에군: 도요키타촌 - 가와카미촌 - 오치아이정 - 사카에하마촌 - 시라누이촌
  - 오토마리군: 오도마리정 - 지토세촌 - 후카미촌 - 나가하마촌 - 도부치촌 - 도무나이촌 - 시레토코촌
  - 루타카군: 루타카정 - 산고촌 - 노토로촌
- 마오카 지청
  - 혼토군: 혼토정 - 나이호로정 - 고니촌 - 가이바촌
  - 마오카군: 마오카정 - 히로치촌 - 란도마리촌 - 시미즈촌 - 노다정 - 고노토로촌
  - 도마리오루군: 도마리오루정 - 나요리촌 - 구슌나이촌
- 에스토루 지청
  - 에스토루군: 진나이정 - 우시로촌 - 에스토루정 - 도로정
  - 나요시군: 나요시정 - 니시사쿠탄촌
- 시쿠카 지청
  - 모토토마리군: 모토도마리촌 - 호요리촌 - 시루토루정
  - 시스카군: 도마리키시촌 - 나이로촌 - 시스카정 - 지리에촌

## 각종 시설

### 재판소
1939년 당시
- 가라후토 지방재판소
- 도요하라 구 재판소
- 마오카 구 재판소
- 시루토루 구 재판소

### 형무소
1941년 당시
- 가라후토 형무소
  - 마오카 형무출장소

### 치안
1941년 당시
- 가라후토청 경찰부
  - 도요하라 경찰서
  - 오치아이 경찰서
  - 모토도마리 경찰서
  - 시루토루 경찰서
  - 시쿠가시 경찰서
  - 오토마리 경찰서
  - 루타카 경찰서
  - 혼토 경찰서
  - 마오카 경찰서
  - 노다 경찰서
  - 도마리오루 경찰서
  - 에스토루 경찰서

### 세무
1939년 당시

#### 세관
- 하코다테 세관 오토마리 세관 지서
- 하코다테 세관 마오카 세관 지서

#### 감시서
「감시서」란, 일본·소련 국경의 북위 50도선의 밀무역을 감시하는 관청이다.
- 나이로 감시서
- 야스베쓰 감시서

### 병의원

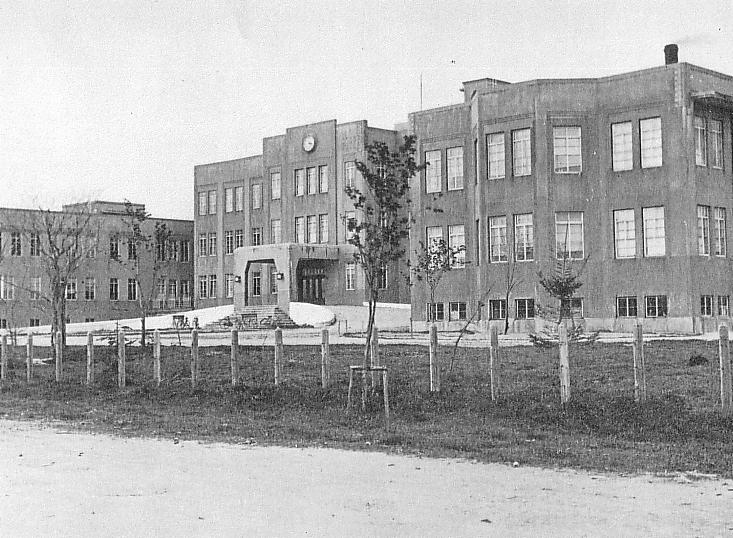
가라후토청 도요하라의윈

1939년 당시
- 가라후토청 도요하라의원
- 가라후토청 오토마리의원
- 가라후토청 마오카의원

### 학교
- 가라후토 의학전문학교
- 가라후토청 가라후토 사범학교
- 가라후토 청년사범학교

## 교통

### 항로
섬이기 때문에 홋카이도와의 물자・인간의 수송에는 배가 이용되었다. 항로는 다음과 같다.
- 오타루 - 시스카
- 왓카나이 - 오토마리(지하쿠 연락선)
- 왓카나이 - 혼토(지하쿠 연락선)

### 철도
섬 내의 산업이 활발해지면서, 목재・석탄의 조속한 이동이 급무가 되어 다음과 같은 철도선이 깔렸다.
- 가라후토청철도(1943년 철도성에 병합, 그 후 운수 통신성의 소관이 된다)
  - 가라후토토 선: 오토마리 항 역 - 고톤 역(414.4 km)/지선:오치아이 역 - 사카에하마 역(10.3 km)/화물선:사카에하마 역 - 사카에하마 가이간 역(1.8 km)
  - 호신 선: 고누마 역 - 데이 역(76.2 km)
  - 가와카미 선: 고누마 역 - 가와카미탄잔 역(21.9 km)
  - 가라후토사이 선:혼토 역 - 구슈나이 역(170.1 km)/화물선-1: 혼토 역 - 하마혼토 역(1.3 km)/화물선-2:마오카 역 - 하마마오카 역(1.8 km)
- 난카 철도선: 신바 역 - 루타카 역(18.6 km)
- 남가라후토 탄광 철도 주식회사선(제국 연료 흥업 회사 나이호로 선): 혼토 역 - 나이호로탄잔 역(16.4 km)
- 제국 연료 흥업 회사 나이부치 선: 오타니 역 - 나이부치 역(23.2 km)

## 기업

### 방송
- 일본 방송 협회 도요하라 방송국

### 신문
1939년 당시
- 가라후토 신문
- 가라후토 일일 신문
- 가라후토 마이니치 신문
- 오키타 신보
- 가라후토 시사 신문
- 마오카 마이니치 신문
- 가라후토 신보
- 가라후토 일보
- 에스토루 마이니치 신문
- 가라후토 시스카 시보
- 석간 가라후토

### 은행
- 일본 은행 도요하라 사무소
- 가라후토 은행
- 홋카이도 타쿠쇼쿠 은행:본점은 삿포로시에 위치. 도요하라・에스토루・오토마리・오치아이・시스카・시루토루・도마리오루・노다・혼토·루타카에 지점이 있었다.
- 가라후토 증권

## 출신 유명인
- 사무카와 고타로(소설가・아쿠다가와 상 수상)
- 이회성(소설가・군조 신인 문학상 수상・아쿠다가와 상 수상)
- 쓰나부치 겐조(소설가・나오키 상 수상)
- 다이호 고키(스모 선수)
- 오타 류(정치 운동가・「주간 일본신문」편집 주간)
- 센다 미쓰오(코미디언)
- 와카야마 젠조(성우)
- 가네코 도시오(신문 기자)
- 호리 다쓰야(제 5대 홋카이도 도지사)

### 이주자, 거주자
- 후키야 고지

## 같이 보기
- 사할린 한인
- 유즈노사할린 주